# Clusiidae
Die Clusiidae sind eine Familie der Zweiflügler (Diptera) und werden innerhalb der Fliegen (Brachycera) der Teilordnung Muscomorpha zugeordnet. Die Familie ist weltweit verbreitet, wobei die meisten Arten Bewohner der tropischen Regionen sind. Etwa 360 Arten in 17 Gattungen wurden bis 2011 beschrieben; in Europa kommen hiervon 14 Arten vor, die 4 Gattungen angehören.

## Merkmale

### Adulte Fliege
Arten aus der Familie Clusiidae erreichen eine Länge von 2 bis 8 Millimeter. Die kleinen bis mittelgroßen Fliegen sind von schlankem, zylinderförmigem Habitus, ihr Körper besitzt eine matte bis glänzende Oberfläche. Die Grundfärbung des Körpers variiert je nach Art von Schwarz und Braun bis hin zu Weiß oder Gelb, wobei oft braune Muster auf gelbem Grund ausgebildet werden. Die Flügel sind meist, zumindest in Teilen, dunkel gefärbt, dabei manchmal auch gemustert. Die Flügeladerung ist weitgehend vollständig ausgebildet, die geschlossene Analzelle am äußeren Rand aufgewölbt; die Costa wird bei der Einmündung der vollständig ausgebildeten Subcosta unterbrochen. Der Kopf ist breiter als lang und trägt 2 bis 4 Paar, meist gut ausgebildete, Orbitalborsten.
Die Vertikalplatten reichen bis zum Vorderrand der Frons, ein Paar Vibrissae ist vorhanden und kräftig ausgebildet. Familientypisch ist ein spitzer, dreieckiger Fortsatz am äußeren Rand des 2. Fühlerglieds (Pedicellus) der Antennen sowie eine beborstete oder gefiederte Fühlerborste, die körperseitig dem Ende des ersten Flagellomers entspringt.

### Eier
Die Eier erreichen etwa die Länge des 6. Sternits des Weibchens und sind meist 3 bis 4 mal so lang wie breit. Sie verjüngen sich konisch zu den Enden hin, zum Vorderende dabei ausgeprägter. Die Mikropyle ist klein und wölbt sich etwas über die warzige, durchscheinende Oberfläche hinaus.

### Larven
Die bisher bekannten Larven aus den Gattungen Clusiodes und Clusia besitzen beiderseits spitz zulaufende Enden und sind weiß gefärbt, wobei die Segmentierung erkennbar bleibt. Die Gesichtsmaske ist stark reduziert, die Mandibeln sind klein und stark sklerotisiert. Der Prothorax wird von Tastborsten umgeben und trägt seitlich hinten die vorderen Atemöffnungen (Spirakel). Der Analbereich ist blass, die körperseits davor liegenden Spirakel sind auf sklerotisierten Platten angeordnet. Bemerkenswert ist die Fähigkeit der Larven, sich springend fort zu bewegen.

## Lebensweise
Tropische Arten bevorzugen oftmals feuchte Lebensräume in Wassernähe. Die in Europa beheimateten Arten werden hingegen meist als Einzeltiere in Wäldern an alten Bäumen oder auf Totholz angetroffen, wovon sich auch der englischsprachige Namen "druid flies" (Druidenfliegen) für die Familie ableitet. Neben Blütennektar und Pflanzensäften dienen verrottendes Pflanzenmaterial sowie Kot von Vögeln und Säugetieren den Fliegen als Nahrung. Der Ort der Eiablage an Holz scheint nicht mit einer spezifischen Baumart assoziiert zu sein, sondern wird durch Wassergehalt, Schattierungsgrad, dem Stadium des Holzabbaus und der Gegenwart von Myzelien bestimmter Pilze bestimmt. Larven und Puparien finden sich zwischen Splint- und Kernholz in zerfallenden Stämmen. Die Clusiidae gehören zu den wenigen Fliegenfamilien, in denen sich ein ausgeprägtes Lekking-Verhalten entwickelt hat. Männchen verteidigen dabei ihre Balzarena gegen artgleiche männliche Eindringlinge und präsentieren sich dort, um paarungswillige Weibchen anzulocken. Befruchtete Weibchen legen ihre Eier dann entfernt vom Balzplatz an einer geeigneten Stelle ab.

## Systematik
Im Jahr 1960 teilte Frey basierend auf der Kopfbeborstung die Familie erstmals in zwei Unterfamilien auf, in die Clusiodinae und in die Clusiinae. Untersuchungen von Lonsdale & Marshall (2006) unter Einbeziehung der Genitalorgane und weiterer morphologischer Merkmale führten dann zu einer Redefinition von Clusiinae und Clusiodinae sowie zur Beschreibung einer weiteren Unterfamilie Sobarocephalinae.
Die erste phylogenetische Untersuchung unter Einbeziehung molekular-biologischer Daten erfolgte 2010. Im Ergebnis musste die Unterfamilie Sobarocephalinae neu definiert werden; sie enthält nun alle neuweltlich-endemischen Gattungen, während die Unterfamilien Clusiinae und Clusiodinae in der Alten Welt entstanden sein dürften.